# United Rugby Championship 2024-25
El United Rugby Championship 2024-25 fue la vigésimo cuarta edición de la Liga Celta y la cuarta bajo la denominación de United Rugby Championship.

## Formato
Fase regular
Los 16 equipos se agrupan geográficamente en cuatro grupos de cuatro equipos cada uno:
- Grupo Escocia-Italia incluye los dos equipos de Escocia y dos de Italia;
- Grupo Gales incluye a los cuatro equipos Galeses;
- Grupo Irlanda incluye a los cuatro equipos Irlandeses;
- Grupo Sudáfrica incluye a los cuatro equipos Sudafricanos;

La fase regular consta de 18 fechas que se disputan:
- Seis contra cada uno de los demás equipos de su misma conferencia (local y visitante);
- Doce frente a cada uno de los rivales de las otras conferencias.

Puntuación
Para ordenar a los equipos en la tabla de posiciones se los puntuará según los resultados obtenidos.
- 4 puntos por victoria.
- 2 puntos por empate.
- 0 puntos por derrota.
- 1 punto bonus por ganar haciendo 3 o más tries que el rival.
- 1 punto bonus por perder por siete o menos puntos de diferencia.

Eliminatorias
- Se confeccionará una tabla general, en donde los mejores ocho equipos clasificarán a la instancia de cuartos de final, con la ventaja de la localía para el equipo mejor ubicado en la tabla.

## Fase Regular

### Tabla general
| Pos. | Equipo           | Encuentros | Encuentros | Encuentros | Encuentros | PB | PB | Puntos |
| Pos. | Equipo           | PJ         | PG         | PE         | PP         | BO | BD | Puntos |
| ---- | ---------------- | ---------- | ---------- | ---------- | ---------- | -- | -- | ------ |
| 1.º  | Leinster         | 18         | 16         | 0          | 2          | 11 | 1  | 76     |
| 2.º  | Bulls            | 18         | 14         | 0          | 4          | 9  | 3  | 68     |
| 3.º  | Sharks           | 18         | 13         | 0          | 5          | 7  | 3  | 62     |
| 4.º  | Glasgow Warriors | 18         | 11         | 0          | 7          | 10 | 5  | 59     |
| 5.º  | Stormers         | 18         | 10         | 0          | 8          | 11 | 4  | 55     |
| 6.º  | Munster          | 18         | 9          | 0          | 9          | 11 | 4  | 51     |
| 7.º  | Edinburgh        | 18         | 8          | 1          | 9          | 9  | 6  | 49     |
| 8.º  | Scarlets         | 18         | 9          | 1          | 8          | 6  | 4  | 48     |
| 9.º  | Cardiff          | 18         | 8          | 1          | 9          | 10 | 3  | 47     |
| 10.º | Benetton         | 18         | 9          | 1          | 8          | 7  | 1  | 46     |
| 11.º | Lions            | 18         | 8          | 0          | 10         | 5  | 3  | 40     |
| 12.º | Ospreys          | 18         | 7          | 1          | 10         | 6  | 4  | 40     |
| 13.º | Connacht         | 18         | 6          | 0          | 12         | 9  | 6  | 39     |
| 14.º | Ulster           | 18         | 7          | 0          | 11         | 5  | 5  | 38     |
| 15.º | Zebre            | 18         | 5          | 1          | 12         | 3  | 4  | 29     |
| 16.º | Dragons          | 18         | 1          | 0          | 17         | 1  | 4  | 9      |

|  | Campeón de Shield y clasificado a cuartos de final y a la European Rugby Champions Cup 2025-26. |
|  | Clasificados a la European Rugby Challenge Cup 2025-26.                                         |

### Shield Escocia-Italia
| Pos. | Equipo           | Encuentros | Encuentros | Encuentros | Encuentros | PB | PB | Puntos |
| Pos. | Equipo           | PJ         | PG         | PE         | PP         | BO | BD | Puntos |
| ---- | ---------------- | ---------- | ---------- | ---------- | ---------- | -- | -- | ------ |
| 1.º  | Glasgow Warriors | 6          | 4          | 0          | 2          | 3  | 1  | 20     |
| 2.º  | Benetton         | 6          | 4          | 0          | 2          | 3  | 0  | 19     |
| 3.º  | Edinburgh        | 6          | 2          | 1          | 3          | 1  | 2  | 13     |
| 4.º  | Zebre            | 6          | 1          | 1          | 4          | 0  | 1  | 7      |

### Shield Gales
| Pos. | Equipo   | Encuentros | Encuentros | Encuentros | Encuentros | PB | PB | Puntos |
| Pos. | Equipo   | PJ         | PG         | PE         | PP         | BO | BD | Puntos |
| ---- | -------- | ---------- | ---------- | ---------- | ---------- | -- | -- | ------ |
| 1.º  | Cardiff  | 6          | 4          | 1          | 1          | 4  | 1  | 23     |
| 2.º  | Scarlets | 6          | 4          | 0          | 2          | 3  | 1  | 20     |
| 3.º  | Ospreys  | 6          | 2          | 1          | 3          | 1  | 1  | 12     |
| 4.º  | Dragons  | 6          | 1          | 0          | 5          | 0  | 1  | 5      |

### Shield Irlanda
| Pos. | Equipo   | Encuentros | Encuentros | Encuentros | Encuentros | PB | PB | Puntos |
| Pos. | Equipo   | PJ         | PG         | PE         | PP         | BO | BD | Puntos |
| ---- | -------- | ---------- | ---------- | ---------- | ---------- | -- | -- | ------ |
| 1.º  | Leinster | 6          | 6          | 0          | 0          | 5  | 0  | 29     |
| 2.º  | Munster  | 6          | 4          | 0          | 2          | 4  | 0  | 20     |
| 3.º  | Munster  | 6          | 2          | 0          | 4          | 1  | 2  | 11     |
| 4.º  | Connacht | 6          | 0          | 0          | 6          | 3  | 3  | 6      |

### Shield Sudáfrica
| Pos. | Equipo   | Encuentros | Encuentros | Encuentros | Encuentros | PB | PB | Puntos |
| Pos. | Equipo   | PJ         | PG         | PE         | PP         | BO | BD | Puntos |
| ---- | -------- | ---------- | ---------- | ---------- | ---------- | -- | -- | ------ |
| 1.º  | Sharks   | 6          | 4          | 0          | 2          | 2  | 1  | 19     |
| 2.º  | Stormers | 6          | 3          | 0          | 3          | 3  | 3  | 18     |
| 3.º  | Bulls    | 6          | 3          | 0          | 3          | 3  | 2  | 17     |
| 4.º  | Lions    | 6          | 2          | 0          | 4          | 1  | 1  | 10     |

## Fase Final

### Cuartos de final
| 30 de mayo de 2025 | Glasgow Warriors | 36 - 18 | Stormers |  |  |

| 31 de mayo de 2025 | Bulls | 42 - 33 | Edinburgh Rugby |  |  |

| 31 de mayo de 2025 | Leinster | 33 - 21 | Scarlets |  |  |

| 31 de mayo de 2025                             | Sharks | 24 - 24 (6P - 4P) | Munster |  |  |
| Partido decidido mediante lanzamientos penales |        |                   |         |  |  |

### Semifinal
| 7 de junio de 2025 | Leinster | 37 - 19 | Glasgow Warriors |  |  |

| 7 de junio de 2025 | Bulls | 25 - 13 | Sharks |  |  |

### Final
| 14 de junio de 2025 | Leinster | 32 - 7 | Bulls |  |  |